# Fernando Brea Vide
Fernando Brea Vide (Barcelona, 1959) és un empresari i polític català. Ha estat Delegat Territorial del Govern de la Generalitat a Barcelona entre el 2013 i el 2015. Va acceptar el càrrec com a Delegat Territorial del Govern de la Generalitat a Barcelona. Durant el seu període al capdavant de la Delegació, va participar en el gabinet de crisi posterior a l'accident d'avió de Germanwings en el vol Barcelona-Dusseldorf del 24 de març del 2015 i va presidir la primera sessió de la Taula Territorial d'Infància de Barcelona, entre d'altres.